# Destroy All Humans! Big Willy Unleashed
Destroy All Humans! Big Willy Unleashed é um jogo eletrônico de video game da série Destroy All Humans!. O jogo tomara lugar antes dos eventos de Destroy All Humans! Path of the Furon e depois de Destroy All Humans! 2.

## História
Antes de Path of the Furon, o jogo se passa no início dos anos 70. Tudo começa quando Crypto esta vendo televisão e uma mulher aparece e diz que os restaurantes Big willy (que no caso se refere ao personagem mascote de várias lanchonetes) estão servindo carne humana. Depois Pox diz a Crypto que o restaurante é seu e que os corpos servidos pertencem aos humanos que Crypto matara nos últimos 20 anos (e nos eventos acontecidos nos dois jogos anteriories).
Com o passar da historia Crypto vê um novo rival.... Era um garoto com um ion detonator e um jetpack, esse garoto é filho da Natalya e Crypto, e assim a historia vai rolando.